# Trigynaea cinnamomea
Trigynaea cinnamomea är en kirimojaväxtart som beskrevs av David Mark Johnson och Nancy A. Murray. Trigynaea cinnamomea ingår i släktet Trigynaea och familjen kirimojaväxter. Inga underarter finns listade i Catalogue of Life.